# Швец, Сергей Фёдорович
Сергей Фёдорович Швец (укр. Сергій Федорович Швець; 13 июня 1976, Черкассы — 28 мая 2025) — украинский тележурналист, политический обозреватель. Специальный корреспондент и ведущий телеканала «1+1» (программы ТСН, «Завтрак с 1+1», «ТСН-Варта»).
Народный депутат Украины IX созыва.

## Биография

### Образование
Окончил факультет гуманитарных и общественных наук Национального университета «Киево-Могилянская академия». Также учился на факультете международных экономических отношений Киевского национального экономического университета имени Вадима Гетьмана.

### Трудовая деятельность
Журналистскую работу начал в 19 лет в первой негосударственной телевизионной программе новостей «Окна». Работал в культурологической, экономической, военной и политической журналистике.
С 1995 по 1996 год — редактор и корреспондент программы «Окна» (в 1995 году работал референтом информационной службы). В 1997 году был автором и ведущим рубрик в программах «Бомба» и «Завтрак с 1+1» на телеканале «Студия 1+1». С 1998 по 2000 год — специальный корреспондент программы новостей «Окна» на канале СТБ.
С 2000 по 2004 год работал специальным корреспондентом программ «День седьмой», «Свобода слова» и «Факты» на телеканале ICTV. С 2004 года — корреспондент ТСН, с 2008 года — «Завтрак с 1+1», с 2009 года — ведущий программы «ТСН-Варта».

## Политическая деятельность
Кандидат в народные депутаты от партии «Слуга народа» на парламентских выборах 2019 года (избирательный округ № 214, Днепровский район города Киева). На время выборов: ведущий утреннего выпуска ООО ТРК «Студия 1+1», беспартийный. Проживал в Киеве.
Секретарь Комитета Верховной Рады по вопросам свободы слова, председатель подкомитета по вопросам защиты прав и свобод журналистов и работников средств массовой информации.
Умер 28 мая 2025 года от онкологии в возрасте 48 лет.